# Grupa warowna „Roon”
Panzerwerk 817 – Grupa warowna „Roon” (Werkgruppe „Roon”) – niemiecka fortyfikacja, element odcinka północnego Frontu Ufortyfikowanego Łuku Odry-Warty (Międzyrzeckiego Rejonu Umocnionego).
Panzerwerk 817 został zbudowany w latach 1936–1937 na przesmyku pomiędzy jeziorami Lipawki i Cisie. Wzniesiony został jako obiekt rozproszony o standardzie odporności „B” (1,5 m żelbetu, 250 mm grubości pancerzy). Składał się z głównego, dwukondygnacyjnego schronu połączonego krótkimi tunelami z dwiema odosobnionymi wieżami (małymi schronami z kopułami bojowymi). W 1939 roku otrzymał nazwę „Roon” na cześć niemieckiego feldmarszałka i polityka Albrechta von Roona i status grupy warownej (Werkgruppe), chociaż stanowił jeden, rozproszony obiekt. Niedaleko, na sąsiednim przesmyku zbudowano w tym samym czasie bardzo podobny obiekt, Panzerwerk 814 oznaczony jako Grupa warowna „Moltke”.
Panzerwerk 817 oraz Pz.W. 814 („Moltke”) były największymi obiektami fortecznymi zbudowanymi przez Niemców w ramach umocnień Łuku Odry-Warty. Główne uzbrojenie stanowiły karabiny maszynowe w łącznej liczbie 8:
- 4 w 2 kopułach sześciostrzelnicowych typu 20P7;
- 3 w 3 kopułach trzystrzelnicowych typu 2P7, z których 2 znajdowały się w odosobnionych wieżach;
- 1 za płytą pancerną typu 7P7, osłaniający wejście i tył schronu.

Pozostałe wyposażenie bojowe schronu stanowił granatnik typu M19 ukryty pod stropem w kopule typu 34P8 oraz służąca do obserwacji kopuła 52P8.
Na górnej kondygnacji głównego obiektu mieściły się wejścia oraz pomieszczenia bezpośrednio związane z walką. Na dolnej zgodnie z zasadami niemieckiej fortyfikacji zaplecze bytowe dla załogi oraz zejścia do tuneli, prowadzących do wież odosobnionych. Mimo swoich niewielkich rozmiarów, Panzerwerk 817 stanowił bardzo silne umocnienie. Rozproszenie środków ogniowych przez zastosowanie wież odosobnionych dawało nie tylko większe bezpieczeństwo, ale również znacznie lepsze pokrycie otoczenia ogniem i utrudniało prowadzenie ognia do obiektu z małej odległości. Siłą ognia maszynowego Pz.W. przewyższał większość schronów o standardzie „B” (B-Werków) budowanych przez Niemców w tym okresie.
W odróżnieniu od budowanych w późniejszych latach B-Werków Pz.W. 817 nie posiadał możliwości uzupełnienia o stanowisko armaty przeciwpancernej umieszczonej w wieży lub kazamacie. 
Po wojnie schrony grupy „Roon” zostały wysadzone w powietrze i pozbawione elementów pancernych. 